# Antonio López Aguado
Pour les articles homonymes, voir Aguado.
Antonio López Aguado (Madrid, 1764-1831) est un architecte néoclassique espagnol, intendant honoraire de la province, capitaine du Corps des ingénieurs et chevalier de l'ordre de Santiago.